# Ilsfeld
Ilsfeld là một thị xã ở huyện Heilbronn trong bang Baden-Württemberg ở nước Đức. Đô thị này có diện tích 26,51 km², dân số thời điểm 31 tháng 12 năm 2020 là 9579 người.